# 大阪市交通局1601形電車

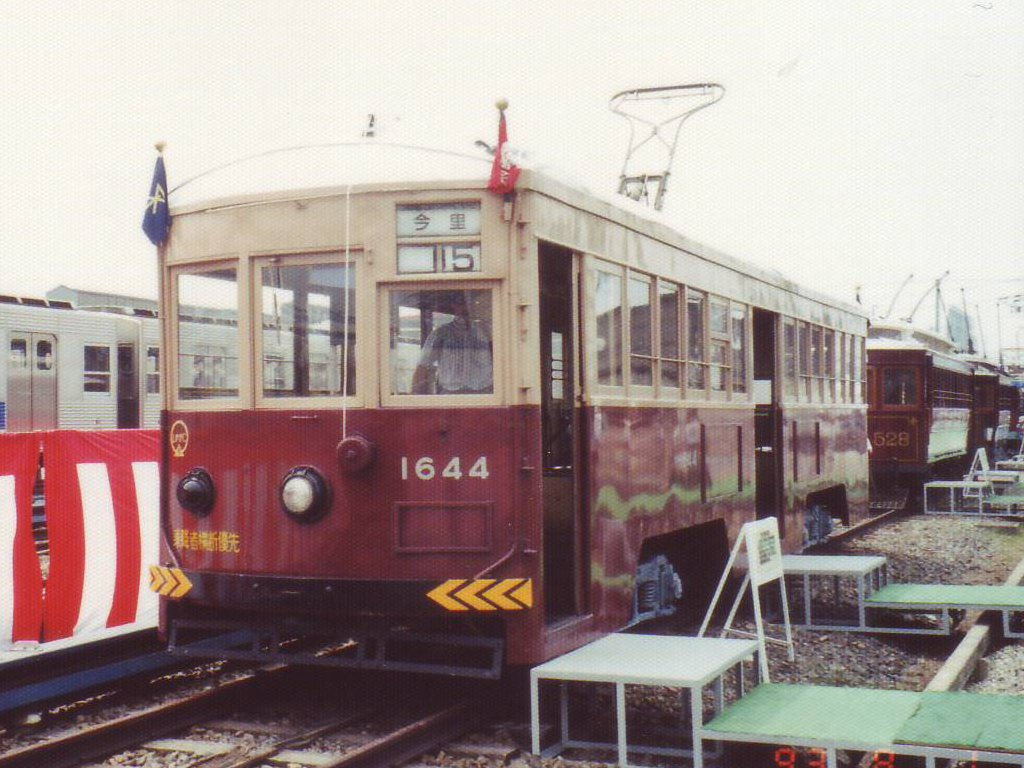
1601形1644（静態保存車）

大阪市交通局1601形電車（おおさかしこうつうきょく1601がたでんしゃ）は、大阪市交通局（大阪市電）が保有していた路面電車車両である。大阪市電初の鋼製車両であるとともに、戦前の大阪市電を代表する形式のひとつである。

## 概要

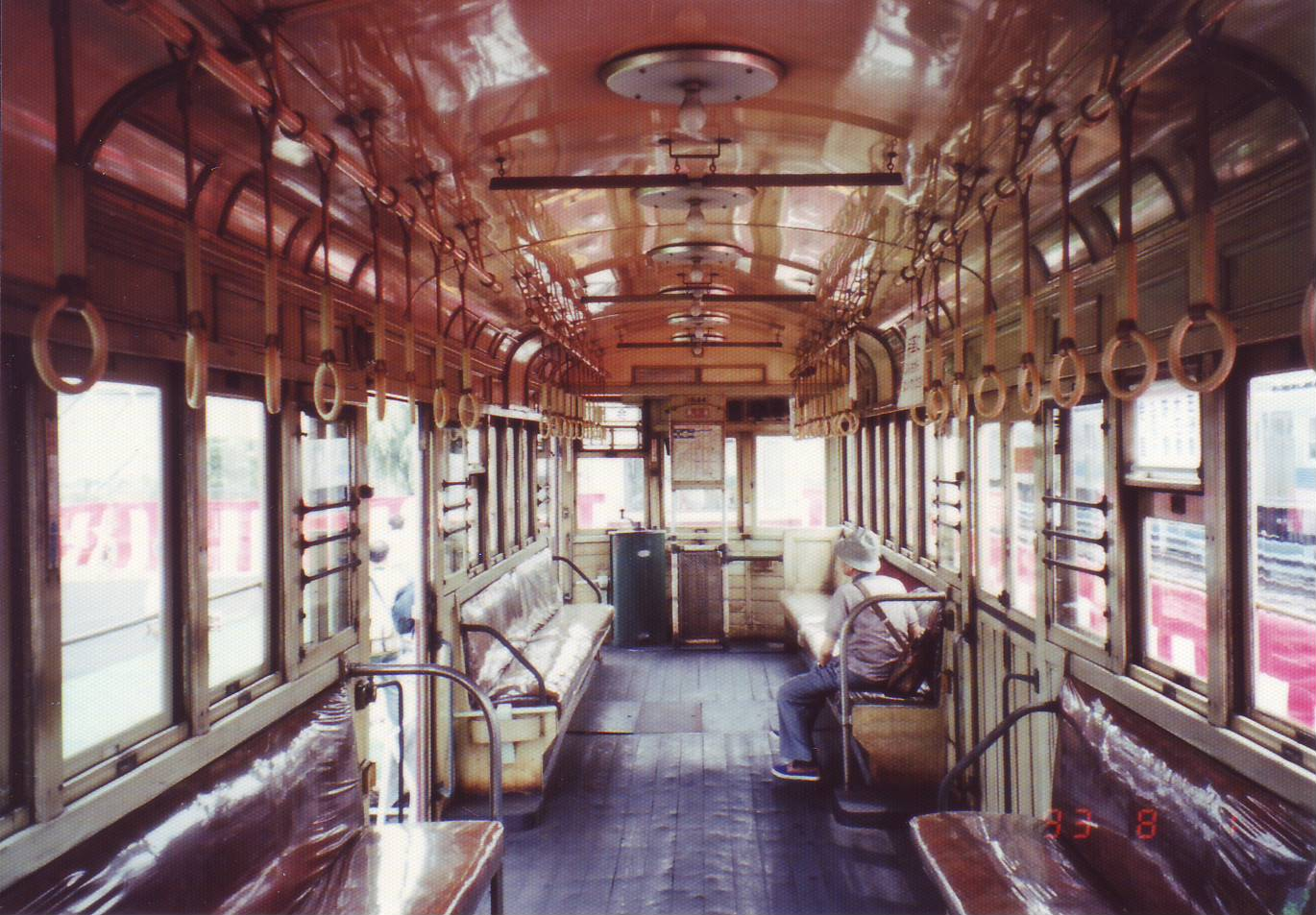
1644の車内

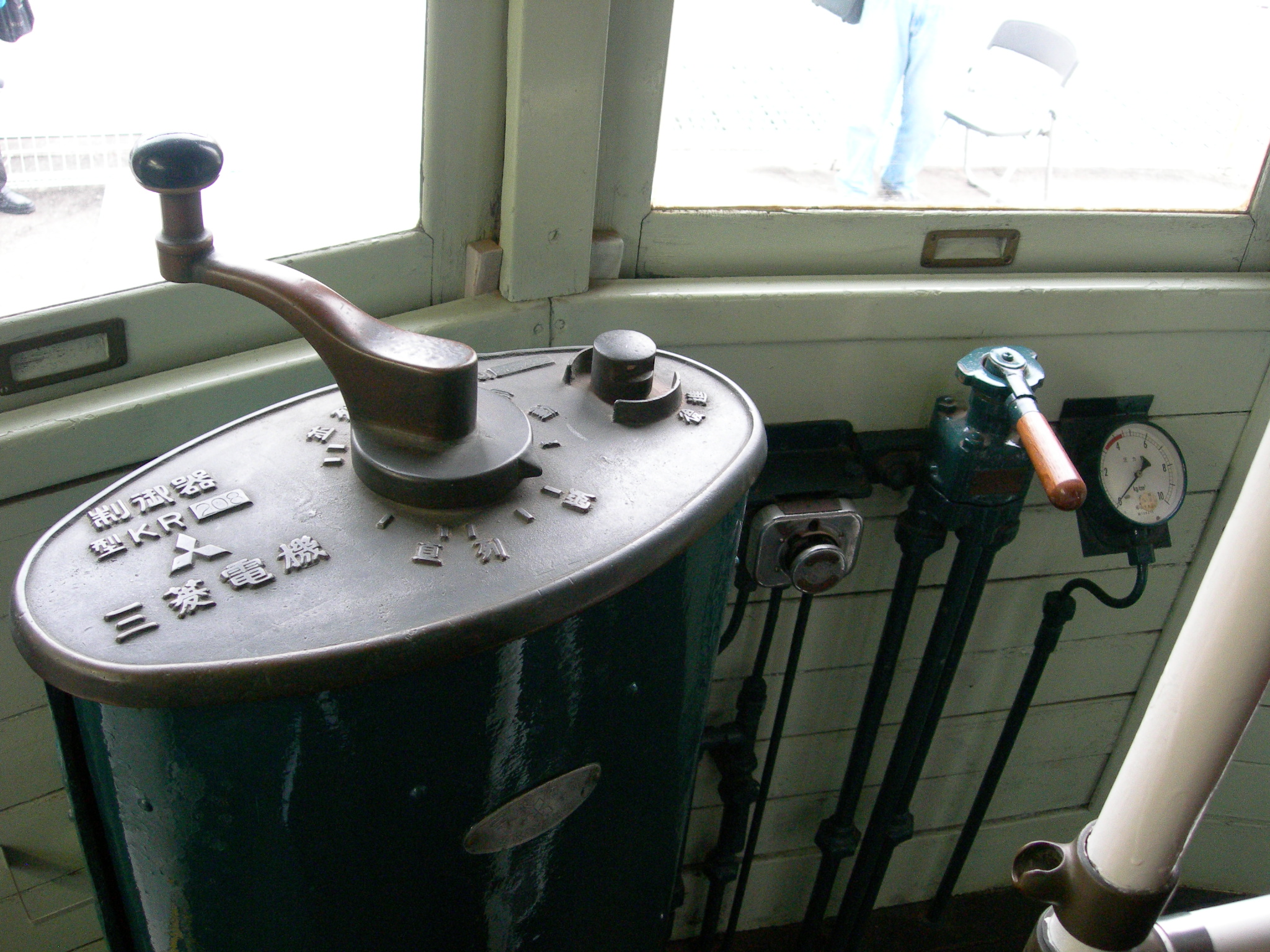
1644の運転台

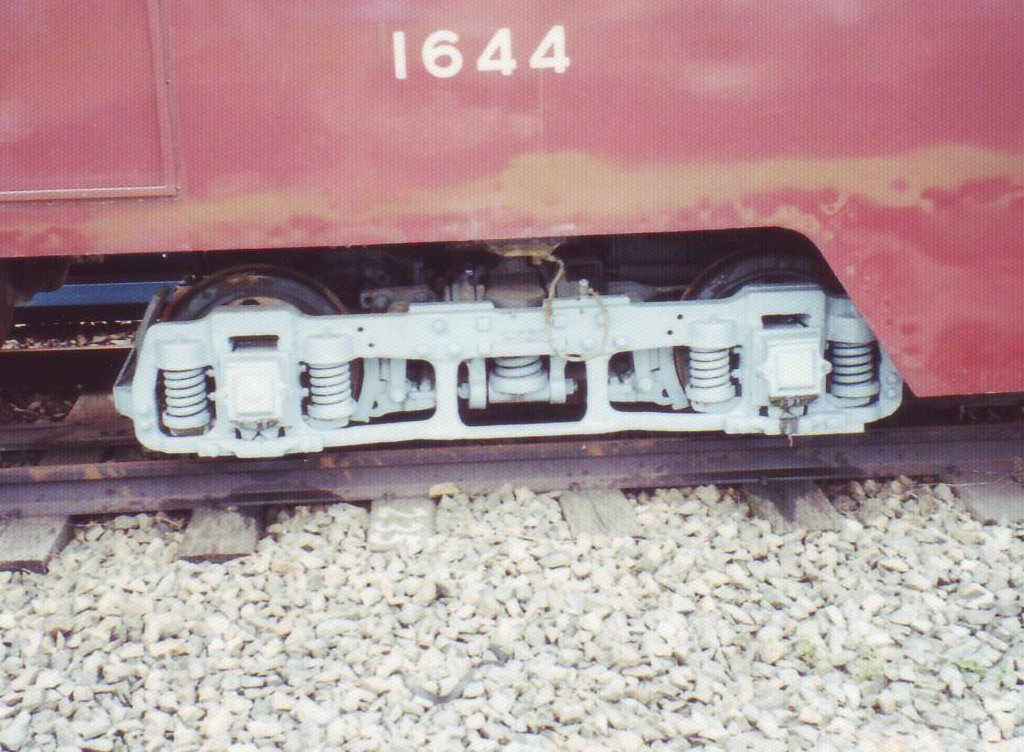
KS-46L台車

1928年、大阪市電初の半鋼製車両として藤永田造船所で75両、梅鉢鉄工場で25両の総計100両が製造された。AEG製50馬力級主電動機を2基搭載し、制御器は弱め界磁付の日立製作所製CF-65で、「大阪市電形台車」と呼ばれる、ウィングばね構造の軸箱支持機構と、リンク式の揺れ枕釣りで支えられるコイルばねによる枕ばね部を組み合わせた、当時としては先進的な、そして現在の台車と見比べてもそれほど遜色のない乗り心地の良い優れた設計の住友金属工業製鋳鋼製台車KS-46Lを採用したのが最大の特徴であった。窓配置は、その前に登場した1501形と同じD6D6Dの一段下降窓となっているほか、前面窓も同じく3枚窓で、正面右側窓上に行先方向幕を、その下に系統幕（右側）及び表示用の小窓（左側、所属車庫の頭文字を表示したこともある）を設けているところも同じである。ただし、ベンチレーターは1501形のガーランド式ベンチレーターとは異なる独特の回転式ベンチレーターで、走行時の換気に留意した設計となっていた。この他、一部の車両には前面（運転台窓上及び左右窓下）にルーバーを取り付けて換気能力の向上を図っていた。
本形式の車内は扉付近の床面に緩やかな傾斜を付けた、現在の低床車の先駆けとなる構造を採用してもおり、その点でも先進的であった。この他にも、車内のシートエンドパイプやスタンションポールに白い琺瑯びきのパイプを採用し、見た目の美しさだけでなく、乗客の視認性の向上を図っていた。
1601形は製造後天王寺・今里の両車庫に配属され、南北線（四ツ橋筋）、堺筋線、上本町線、九条高津線などの大阪市電を代表する幹線で運行を開始した。柔らかいばねの大阪市電形台車のおかげで乗り心地がよく、吊掛駆動ながらも他形式に比べると静かな1601形は市民の評判もよかった。また、重量感のある半鋼製車体は威風堂々たる雰囲気を漂わせており、先輩格の1081形や1501形を差し置いて、一躍戦前の大阪市電の主役に躍り出た。
1601形の登場後、大阪市電では併走するバスへの対抗上、「水雷型電車」（前後のすそを絞った形が、当時海軍が所有していた水雷艇に似ていた）と呼ばれた801形や流線型の901形、901形をリファインした旧2001形・旧2011形などの中型車を次々と登場させるが、代表車としての主役の座は揺らぐことはなかった。また、地下鉄御堂筋線の開業前には、地下鉄車両向けの試験塗色を塗られた車両もあった。
戦時中の1943年には、先に改造されていた1501形同様、一段下降窓を二段上昇窓に改造することも検討され、図面も完成していたが、実現しなかった。

## 戦災の影響
太平洋戦争の大阪大空襲では、1601形が所属していた天王寺車庫が被災（所属127両中114両が焼失）するなどして、半数以上の56両が被災し、このうち本町で被災して後に復旧された1699号以外の55両は廃車となった。この際、修復可能な「大阪市電形台車」は1951年に登場した2001形の全車（40両）に流用されるなどして極力再利用された。

## 戦後の1601形
残存の44両と復旧された1699号の合計45両は、1949年に欠番を整理の上で1601~1645へ改番され、全車今里車庫に集結した。また、3000形のデビューの前に、1601号をセミクロスシートに改造してセミクロスシートの実用試験を行ったほか、3000形や2201形登場前には1611号を間接制御車に改造して、間接制御の実用試験を実施した。これらの車両は試験終了後、復元されている。この他にも、大阪市電形台車にオイルダンパを取り付け、軸受をコロ軸受に改造した試作台車の装着を実施した車両が存在した。
1957年に、他の大型車同様3つある客用扉の内の1つを埋めて前後非対称の2扉車へ改造された。その後、1958年から1961年にかけて外板の張替え工事を実施したほか、1962年以降はモーターをSS-60（定格出力45 kW ≒ 60馬力）に換装して出力強化を図った。また、1960年に鶴町車庫が開設した際、1601形の半数近い20両が鶴町車庫に転属し、それまで見られなかった野田阪神方面でも運行を開始した。
1601形の廃車は1966年から始まり、翌1967年の鶴町線廃止に伴う鶴町車庫閉鎖に伴って全車廃車された。しかし、1965年から南海電気鉄道（後の阪堺電気軌道）へ10両と広島電鉄へ14両の合計24両（在籍車の半数を超える数）が譲渡されたほか、履いていた大阪市電形台車は1801形や2601形などに再利用され、乗り心地の向上に寄与した。
現在、大阪大空襲の惨禍に遭いながら同形式中ただ1両復旧し、制御器として三菱電機KR-208形多段式直接制御器を搭載していた1644号（改番前1699号）が交通局の保存車に指定され、現在も緑木検車場内の市電保存館で保存されている。

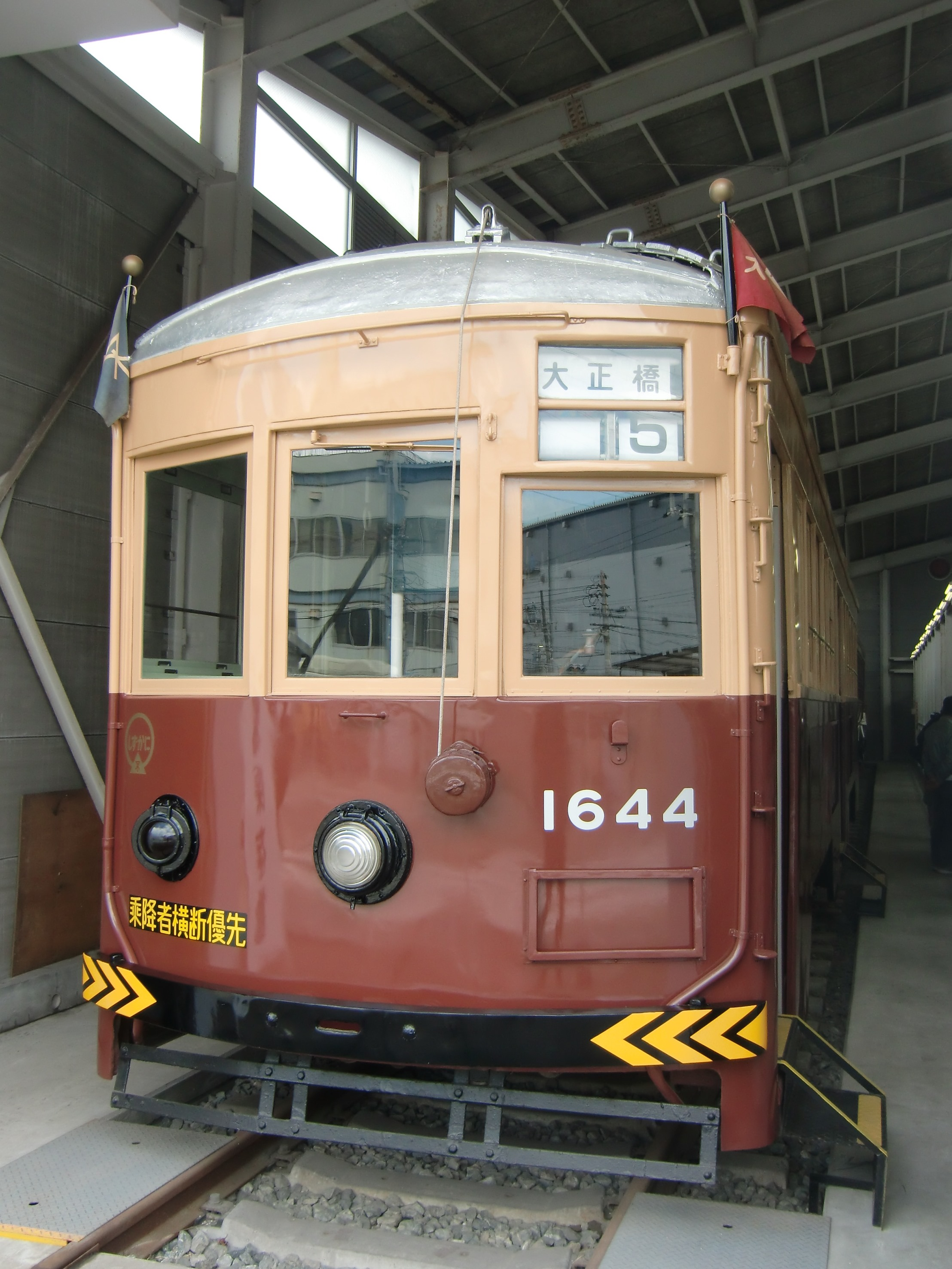
市営地下鉄緑木検車場の一角にある大阪市電保存館の1644号

## 車両諸元
- 車長：13710 mm
- 自重：16300 kg
- 定員：乗客90名

## 譲渡後
- 南海電気鉄道→阪堺電気軌道 - 121形（2000年までに廃車）
- 広島電鉄 - 貨50形（車体上半分を取り払う。花電車として現存。）、750形（1987年までに廃車）、2500形（譲渡時に2車体連接車へ改造。台車は元のまま大阪市電形が利用された。1985年までに廃車）